# Висарион Лариски
Свети Висарион Лариски је православни светитељ, ариепископ града Ларисе.
Свети Висарион је живео половином 16. века. Родио се од побожних родитеља у селу Велика Пила, у Тесалији. Од малена је врено учио; од десете године заволео је монашки живот. Духовни отац био му је митрополит Лариски Марко, поред кога је провео добар део свога живота. Он га је произвео најпре за чтеца, па за ипођакона, па за јерођакона, па за јеромонаха, па најзад и хиротонисао за епископа Лариског.
Свети Висарион се много старао о сиротињи и болесницима. Сиротињи је служио, болеснике молитвом и речју исцељивао. Био је велики чудотворац за живота и после смрти. Основао је диван и чувен манастир Спаситеља у Лариској епархији, звани Дусик.
Мудро и богољубиво управљајући и руководећи своју паству, блажени Висарион се упокојио када му је било преко педесет година (око 1541. или 1550. године).  Погребен је у цркви Св. Николе близу манастира Дусик.